# Aki (prénom)
Pour les articles homonymes, voir Aki.
Aki est un prénom dans plusieurs langues.

## Finnois
En finnois, Aki est un prénom presque entièrement masculin qui peut avoir plusieurs significations. Aki est une forme finnoise du prénom norrois Åke ou Áki. Il peut aussi s'employer comme diminutif, le plus souvent de Jaakkima ou Joakim, deux équivalents de Joachim, mais aussi comme diminutif de Akilles, la forme finnoise de Achille, Akaaton (Agathon), Arne (Arnaud), Ove (Egon), Akseli (Axel), Antero (André), August, Akatius (Acace), Alexander. Il peut en outre s'agir d'une forme du prénom islandais Ake, cet emploi est féminin.

### Personnes célèbres
- Aki-Petteri Berg est un joueur professionnel de hockey sur glace finlandais.
- Aki Heikkinen est un athlète finlandais spécialiste du décathlon.
- Akilles « Aki » Järvinen est un athlète finlandais spécialiste du décathlon.
- Aki Juusela est un joueur professionnel de hockey sur glace finlandais.
- Aki Kangasmäki est un joueur professionnel de hockey sur glace finlandais.
- Aki Karvonen  est un ancien fondeur finlandais.
- Aki Kaurismäki est un réalisateur de cinéma finlandais.
- Aki Lahtinen est un footballeur finlandais.
- Aki Parviainen est un athlète finlandais spécialiste du lancer du javelot.
- Aki Riihilahti est un joueur de football finlandais.
- Aki Riihimäki est un joueur de volley-ball finlandais.

## Japonais
Aki (あき) est un prénom japonais mixte signifiant « automne ». Il semblerait que la forme féminine soit plus courante. L'écriture la plus fréquente est あき.

### Écritures
Il peut s'écrire de différentes manières :
- あき en hiragana
- ｱｷ en katakana

#### En kanji
- 秋 : automne
- 亜紀 : sous/Asie et période

### Personnes célèbres
- (f) Aki Fujiwara (ja) (1897-1967) est une femme politique japonaise.
- (f) Aki Hoshino  est une top modèle et une idole japonaise.
- (f) Aki Maeda est une idole japonaise.
- (f) :Aki Misato (ja) est la chanteuse du groupe Lantis · Solid Vox.
- (f) Aki Nagase (ja) (1987-) est une actrice pornographique japonaise.
- (f) Aki Nagisa (ja) (1967-) est une actrice japonaise.
- (f) Aki Shimazaki est une écrivain québécoise d'origine japonaise.
- (f) Aki Shimizu est une mangaka, dessinatrice et chara-designer japonaise.
- (f) Aki Toyosaki est une actrice et chanteuse japonaise.

### Dans les œuvres de fiction
- (m) Aki est un personnage d’Ayashi no Ceres.
- (f) Aki est un personnage d'Inazuma Eleven et Inazuma Eleven GO.
- (m) Aki est un personnage dans Chainsaw Man.

### Sources
Pour la signification des kanjis :
- http://www.saiga-jp.com/kanji_dictionary.html
- http://dictionaries.nihongoresources.com/kanji/